# Миллерова
Миллерова — деревня в Нижнеудинском районе Иркутской области. В административном плане относится к Катарбейскому муниципальному образованию

## География
Деревня находится на берегу реки Милырь (правый приток реки Ут, притока Уды). Расстояние до Катарбея (центр сельского поселения) 12 км, до Нижнеудинска (райцентр) 110 км, до города Тулун — 84 км.

## История
Деревня основана в 1903 году как переселенческий участок на 126 домохозяйств под названием Милырь. К 1906 году заселение еще не началось.

## Население
| 2002 | 2010 | 2011 | 2012 |
| ---- | ---- | ---- | ---- |
| 50   | ↘34  | →34  | ↘33  |